# W∞アンナ
W∞アンナ（ダブルアンナ）は、2008年から2013年まで活動していたリップ所属のグラビアアイドル同士の2人組ユニット。お笑いタレントとしてバラエティ番組を中心に活躍し、歌手活動も行った。

## 概要
2008年7月にユニット結成。それまで川村が一人で出演していた渋谷アイドル100人劇場に、同年8月からこのコンビで出演し、お笑いの活動も行うようになる。結成のきっかけは、名前も所属事務所も同じということの他、「グラビアアイドルとしての活動に限界を感じて」と話していたこともあった。
ネタは、手を叩きながら「ちょっとショートな話だよ」という台詞から始まり、ひとネタ終わった所で中川の「おもしろかったでしょ～？」という台詞をはさんでいる。「オチたぁ？」と言う時もある。最後に、終わりは、「以上、（二人で丸めた手をつなげて「∞」の字を作り）無限の可能性、（二人でVサインをつなげて）W∞アンナでした」と言う。胸を覆っている衣装は、川村が青、中川が赤で、『W』の部分から胸の谷間が見える。
2011年6月にはシングル『JOY TO RIDE』でCDデビュー、同年末にはセカンドシングルを発売するなど、歌うアイドルとしての活動も行い、ミュージック・マガジンが刊行した『アイドル・ソング・クロニクル』にも1stシングルが選出されている。2011年と翌年の両年はTOKYO IDOL FESTIVALにも出演した。
2013年4月8日、中川のブログで、川村が芸能界を引退したこと、また、コンビも2月28日をもって解散したことが発表された。

## メンバー
- 川村あんな（かわむら あんな、1986年4月25日 - ）
  - 鹿児島県出身。2006年デビュー。立ち位置は主に左。身長163cm、B88cm、W59cm、H86cm、血液型はO型。
- 中川杏奈（なかがわ あんな、1987年2月28日 - ）
  - 東京都出身、北海道札幌市育ち。立ち位置は主に右。身長163cm、B83cm、W60cm、H86cm、血液型はB型。

## 出演
- イツザイ （テレビ東京） - 『インディーズ芸人オーディション』2009年2月14日初出演、キャッチコピーは「無限の可能性」。『濱口優女芸人プロデュースオーディション』でも出演。
- イツザイS （テレビ東京）
- みんなの願いを叶えたい! （あっ!とおどろく放送局） - 木曜日準レギュラー(2009年4月2日‐2010年9月23日)
- FNS地球特捜隊ダイバスター（フジテレビ） - 2009年2月12日深夜
- エンタの天使（日本テレビ） - 2009年9月30日（第12回）、キャッチコピーは「緩めのインフィニティ」
- アリケン （テレビ東京） - 2009年12月26日
- 今夜もドル箱!!EX（テレビ東京）- 2010年1月19日
- 『ぷっ』すま（テレビ朝日）- 2010年2月9日「ザ・ギリギリマスター! ギリギリ女芸人」
- あきげんの『旬感』（あっ!とおどろく放送局）- (2010年10月-2011年3月31日)
- 笑っていいとも!（フジテレビ）- 2010年11月9日「お笑いニートを救え!ギャグマーケット」
- カイモノラボ（2011年4月～・TBS）
- プレミアムカイモノラボ（2011年4月～、BS-TBS）
- 富田麻帆のまほらばラジオ（文化放送収録IBC岩手放送ほか11局。radiko.jp(放送当時全国)。2012年1月11日）

## 作品

### シングル
- JOY TO RIDE （2011年6月22日、White Tree Record XQGY-1014）[8]
- ミライデンワ （2011年12月14日、White Tree Record XQGY-1016）[9]